# 信川竜太
信川 竜太（のぶかわ りゅうた、1971年3月27日 - ）は、福岡県福岡市出身の日本のローカルタレント、DJ、フリーアナウンサー。愛称は信竜（ノブリュウ）。

## 人物
福岡大学附属大濠高等学校出身。学生時代はアメリカに留学しており、フロリダ州フロリダリン・ユニバーシティを卒業。ゴルフ留学であり、当時ジュニアであったタイガー・ウッズと一緒にコースを回ったこともある。最高ハンデは1で、何度かプロテストも受験している。現在はゴルフ専門チャンネルのゴルフネットワークでも番組を受け持っているほか、日本プロゴルフ協会（JPGA）公認インストラクター資格も持つ。ちなみに信川は留学中に英語力を確実のものにするため殆ど日本語を使わずに生活していたため、帰国後に自分の日本語がおかしくなっている事に気付き、改めて日本語学校に通って元に戻したという。
卒業後、福岡に戻ってからは、主に福岡放送やCROSS FMで番組を持つ。過去にはKBCラジオでDJも務めていた。また、Jリーグ・アビスパ福岡のスタジアムDJ（ベスト電器スタジアム）は福岡のJリーグ参入前から現在まで長年受け持っており、2015年のJ1昇格プレーオフ決勝、2023YBCルヴァンカップ決勝戦ではアビスパサイドの選手紹介を務めた。
2008年からは福岡ソフトバンクホークスの球団制作野球中継に実況アナウンサーとして出演している。以降、TVQ九州放送のベンチサイドレポート等、並行してアナウンサー業も行っている。

## 現在の出演番組
- NEWSIC（CROSS FM）
- はぴねすくらぶテレビショッピング
- ギアセレクション（ゴルフネットワーク）
- HAWKS プロ野球中継（スポーツライブ+、福岡ソフトバンクホークス1軍・2軍主催試合）実況
- TVQ Super! Stadium（TVQ九州放送）- ホークスサイドリポーター、2011年
TVQのアナウンサー不足で、経験を買われ起用された。
- パ・リーグ応援宣言!ホークス中継（東京MXテレビ）実況 - 2013年8月8日初登場
- アビスパ福岡 スタジアムDJ
- Bリーグ中継（リーグ制作の公式映像）

## 過去の出演番組
- 夢空間スポーツ（福岡放送）
- FBS MUSIC CLUB（福岡放送）
- 情報回遊TV うるとらマンボウ（KBCテレビ）
- 高橋慶彦のスポーツ一番（KBCラジオ）
- モーニングモーニング（KBCテレビ）
- 福岡恋愛白書（KBCテレビ）
- HITS CUTS NOW（FM NORTHWAVE、CROSS FM、CROSS-FMサイド「YUYA」の後任者）
- CROSS AFTERNOON SHOW RADIO GOO（CROSS FM）
- フライデー・スーパー・フリーク（エフエム山口）
- NOBUKAWA SPORTS（CROSS FM）
- new discovery（CROSS FM）
- 北田瑠衣のゴルファーズサプリ（KBCラジオ）
- ゴルフ名物ホール（福岡放送）- この番組では「公認インストラクター」として出演している
- J SPORTS STADIUM野球好き　(J sports ESPN)-福岡ソフトバンクホークス主催試合実況アナウンサー
- 日テレプラス プロ野球中継 HAWKS Perfect Live　(日テレプラス)-福岡ソフトバンクホークス主催試合実況アナウンサー
- FOX SPORTS ジャパンBASEBALL CENTER-福岡ソフトバンクホークス主催試合実況